# Eu hei de m'ir ao presépio
"Eu hei de m'ir ao presépio" ou "Natal de Elvas" é uma célebre canção de Natal tradicional portuguesa originária de Elvas.

## História

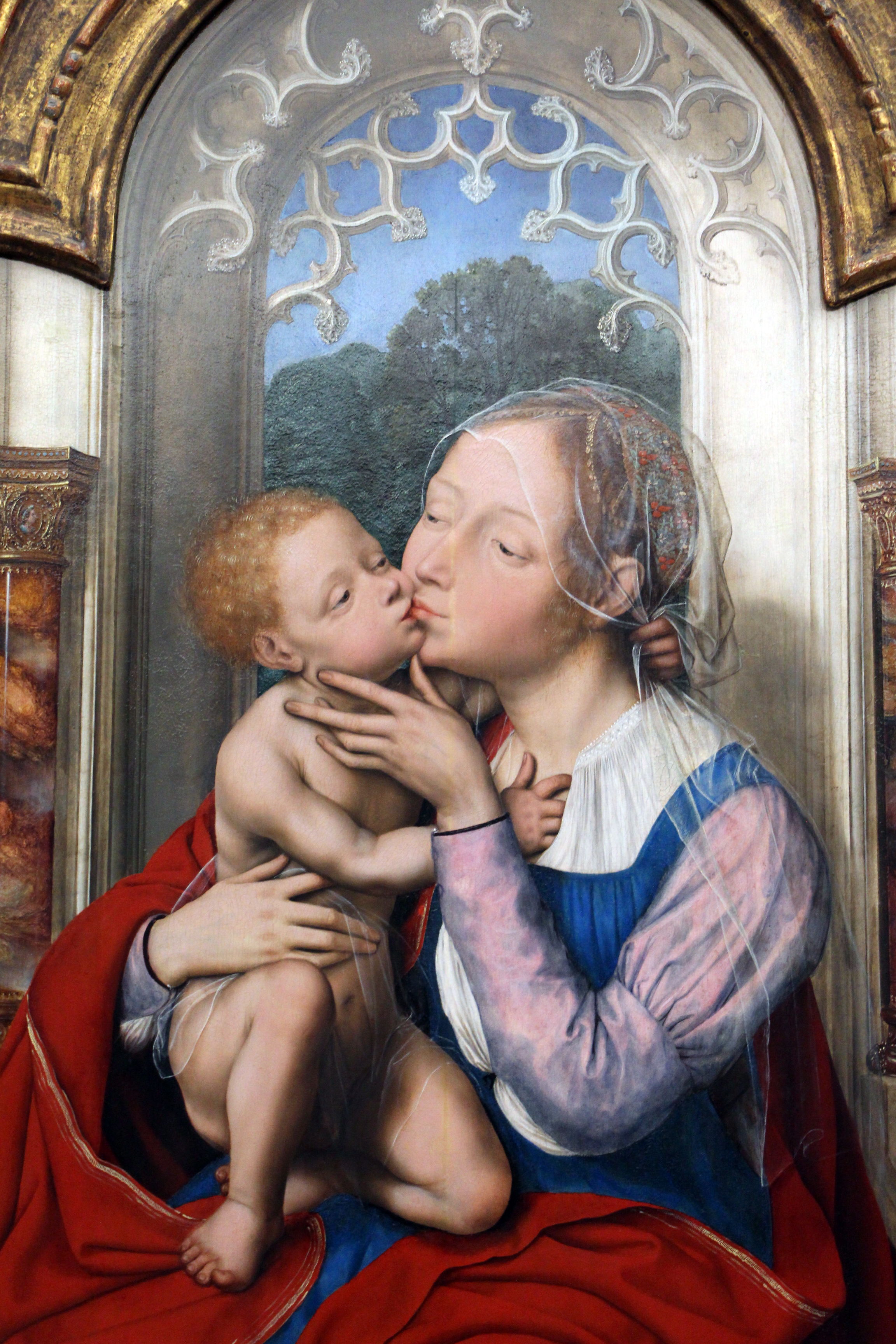
Quentin Matsys: Virgem com o Menino (c. 1525). "Deu-me minha mãe um beijo / Choro por que me dê mais."

"Eu hei de m'ir ao presépio" é uma cantiga popular, desconhecendo-se por isso o seu compositor. Contudo, o musicólogo português Mário de Sampayo Ribeiro concluiu que este Natal de Elvas foi composto entre o final do século XIX e os primeiros anos do século XX.
Já no ano de 1902, numa obra do etnógrafo elvense António Tomás Pires, surgem algumas das quadras com que na atualidade se canta a melodia:
| Eu hei de ir para o presepe, Assentar-me a um cantinho, Só pra ver o Deus Menino A nascer tão pobrezinho. (Quadra n.º 74) |

Além da datação, deve-se também a Mário de Sampayo Ribeiro a harmonização com que hoje em dia esta composição de origem popular é mais frequentemente interpretada, feita para coro SATB a cappella. Também criaram arranjos deste tema os compositores Christopher Bochmann (em 1997) e Fernando Lapa (em 1998), ambos para coro a cappella.
Ainda que tenha tido uma origem humilde, é uma das canções de Natal portuguesas mais conhecidas na atualidade e tem conquistado alguma popularidade internacional, existindo até uma adaptação em língua inglesa da autoria do compositor austríaco Lorenz Maierhofer [de], com o título "I See Your Cradle is Bare", escrito para três vozes.

## Letra
Originalmente a cantiga não possuía uma letra fixa, sendo cantada com várias quadras de origem popular. Desse conjunto destaca-se a trova que principia Nossa Senhora faz meia por se tratar de uma composição de origem erudita escrita pelo poeta português António Nobre em 1890 e publicada em 1892 na sua magnum opus Só. As quadras podem ser cantadas em sequência ou pode ser distinguida uma delas para servir como refrão. Quando este existe é usualmente a segunda estrofe.
O tema da cantiga é a adoração dos pastores (ou a adoração do Menino Jesus no presépio) e inclui relatos da infância de Jesus. Em concordância com a tradição popular portuguesa, o Menino Jesus é caracterizado como se fosse uma outra qualquer criança da sua idade do povo.

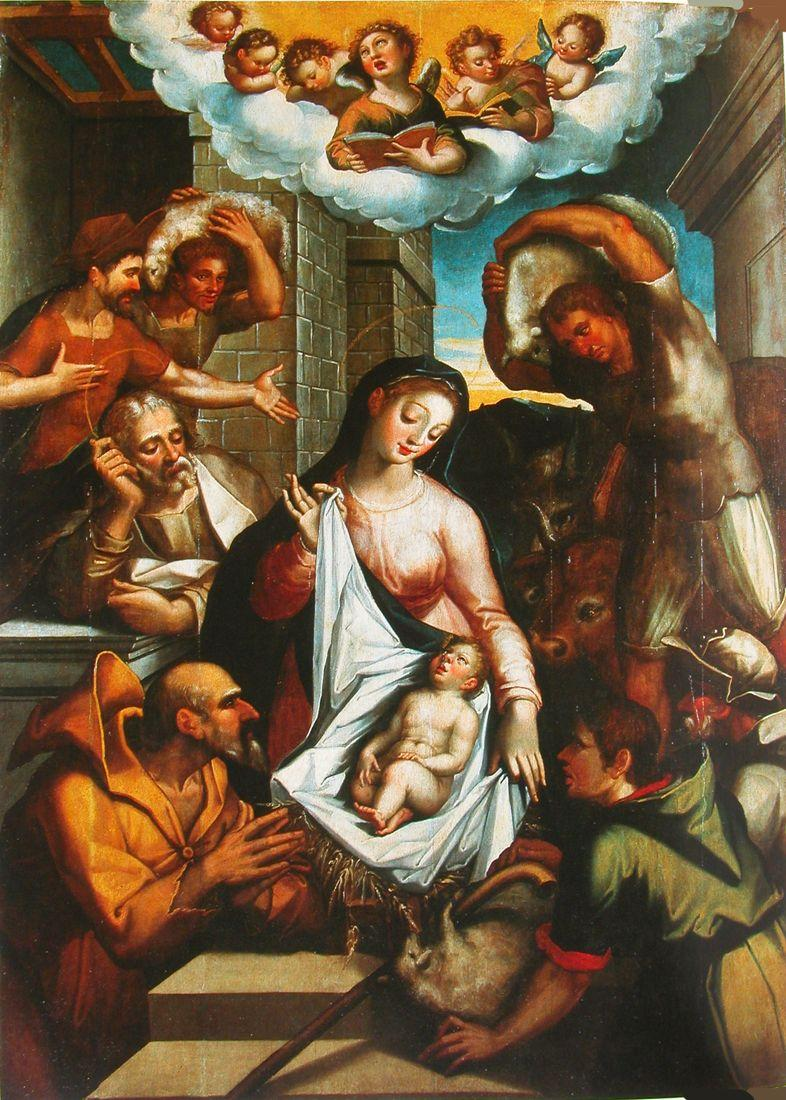
Simão Rodrigues: Adoração dos pastores (c. 1595) no Museu Municipal de Elvas.

Eu hei de m'ir ao presépio

E assentar-me num cantinho,

A ver como o Deus Menino

Nasceu lá tão pobrezinho.

– Ó meu Menino Jesus;

Que tendes? Por que chorais?

– Deu-me a minha mãe um beijo,

Choro por que me dê mais.

O Menino chora, chora,

Chora com muita razão;

Fizeram-Lhe a cama curta

Tem os pezinhos no chão.

Ó meu Menino Jesus,

Quem Vos pudera valer

Com sopinhas da panela

Sem a Vossa mãe saber.

Nossa Senhora faz meia

Com linha feita de luz;

O novelo é lua cheia,

As meias são pra Jesus.

## Discografia
- 1990 — Canções Tradicionais de Natal. Coro Audite Nova de Lisboa. Polygram. Faixa 2: "Natal de Elvas (Eu hei-de me ir ao Presépio)".
- 1995 — Um cantinho do céu. Diana Lucas. Movieplay. Faixa 5: "Eu hei-de m'ir ao presépio".
- 1998 — Música dos Nossos Avós. Coro Misto da Covilhã. Luís Cipriano. Faixa 8: "Natal de Elvas II".
- 1999 — Canções de Natal. Musicoteca. Faixa 20: "Natal de Elvas II".
- 2002 — Roncas: o Natal de Elvas. Vários. Há Cultura. Faixas 1 a 5.
- 2008 — Per Nadal. Cap Pela. Produccions Blau S. L.. Faixa 8: "Eu hei-de ir ao presépio".
- 2011 — Canções de Natal Portuguesas. Coro Gulbenkian. Trem Azul. Faixa 7: "Natal de Elvas"
- 2012 — Canções de Natal Portuguesas. Pequenos Cantores do Conservatório de Lisboa. Numérica. Faixa 3: "Natal de Elvas".
- 2012 — Viagens. Coral de São Domingos. CNM. Faixa 13: "Natal de Elvas".
- 2013 — Nome de Mar. Maria Ana Bobone. Faixa 7: "Natal d'Elvas".
- 2014 — Natal, Vol. 2. Figo Maduro. Faixa 2: "Natal de Elvas".